# Xylota argoi
Xylota argoi är en tvåvingeart som beskrevs av Shannon 1926. Xylota argoi ingår i släktet vedblomflugor, och familjen blomflugor. Inga underarter finns listade i Catalogue of Life.